# Sint-Elisabeth Hospitaal (Willemstad)
Het Sint-Elisabeth Hospitaal (SEHOS) is een voormalig ziekenhuis in Willemstad op Curaçao, gelegen in het stadsdeel Otrobanda.
De naamgever van het ziekenhuis is de heilige Elisabeth van Thüringen. Aan het ziekenhuis hangt sinds 1954 een tegeltableau van haar dat gemaakt werd door Charles Eyck.

## Voorgeschiedenis
Voor de opening van het SEHOS had Curaçao aparte zorgvoorzieningen voor aparte groepen mensen. In 1853 werd op Mundu Nobo een militair ziekenhuis gebouwd met een quarantainegebouw voor militairen en schepelingen die aan de gele koorts leden. Sinds 1948 is in dat pand het Curaçaosch Museum gevestigd. In 1854 nam kapelaan Van Roermund van de St. Annakerk, de voorganger van kapelaan Kieckens, het initiatief voor de R.K. Begrafenissociëteit Christelijke Weldadigheid, die voor een menswaardige begrafenis voor de armen zorgde. Deze begrafenissociëteit was de voorloper van het Sint-Elisabeth Hospitaal.

## Geschiedenis
Het eerste algemene verpleeghuis Sint-Elisabeth Gasthuis werd op 3 december 1855 opgericht door monseigneur Ferdinand Kieckens met hulp van de Franciscanessen van Breda. In de beginperiode werd onder andere zorg verleend aan leprapatiënten en personen met een geestelijke beperking. In 1956 werd het ziekenhuis uitgebreid met de zuidoostvleugel in de modernistische stijl van Ben Smit.
Het gasthuis ontwikkelde zich tot ziekenhuis en opleidingsinstituut voor medisch en verplegingspersoneel. Met 740 bedden was SEHOS het grootste ziekenhuis van de Nederlandse Antillen en een van de grootste werkgevers van Curaçao.

## Curaçao Medical Center
In 2019 opende vlak naast het Sint-Elisabeth Hospitaal, dat hiervoor deels gesloopt werd, een nieuw ziekenhuis, het Curaçao Medical Center. Voor het SEHOS-complex, beslaande 18.500 vierkante meter, wordt naar een herbestemming gezocht. In 2021 werd een masterplan opgesteld voor de herontwikkeling en transformatie van het complex.